# Vito Ortelli
Vito Ortelli (* 5. Juli 1921 in Faenza, Emilia-Romagna; † 24. Februar 2017 in ebenda) war ein italienischer Radrennfahrer.

## Karriere
Schon als Amateur war Vito Ortelli sehr erfolgreich, so dass er den Beinamen „Il Binda dei dilettanti“ (= „der Binda der Amateure“) erhielt. 1940, im Jahr seines Übertritts zu den Berufsfahrern, gewann er Giro della provincia Milano, gemeinsam mit Fiorenzo Magni, zugleich sein erster Sieg als Berufsfahrer.
Von 1940 bis 1952 war Ortelli war Profi-Radrennfahrer. In dieser Zeit gewann er insgesamt 15 Radrennen. 1942 gewann er den Giro della Toscana und 1945 sowie 1946 Mailand–Turin. 1945 und 1946 wurde er zudem italienischer Meister in der Einerverfolgung auf der Bahn. 1947 siegte er beim Giro del Piemonte und wurde jeweils Zweiter der italienischen Straßenmeisterschaft und der nationalen Meisterschaft in der Verfolgung. 1948 wurde Ortelli italienischer Straßenmeister und gewann den Giro di Romagna. 1949 wurde er Zweiter von Mailand–Sanremo.
Beim Giro d’Italia 1946 belegte Ortelli Platz drei in der Gesamtwertung, gewann eine Etappe und trug fünf Etappen lang das Maglia Rosa; 1948 wurde er Vierter und trug ebenfalls fünf Tage lang Rosa.
Gegen Ende seiner Karriere wurde Ortelli für drei Monate gesperrt, da er sich beim Giro dell’Emilia 1952 an ein Auto gehängt habe. Es stellte sich heraus, dass Ortelli mit dem Schweizer Carlo Clerici die Startnummer getauscht hatte, und er wurde rehabilitiert. Bei den UCI-Straßen-Weltmeisterschaften 1948 wurde er 8.
Vito Ortelli gehörte zu den Gründern der italienischen Profi-Rennfahrervereinigung ACCPI (Associazione Corridori Ciclisti Professionisti Italiani), wo er sich rund 40 Jahre lang engagierte. Seit dem Tod von Cesare Del Cancia im April 2011 war er der älteste noch lebende Träger des Maglia Rosa.

## Berufliches
Nach seiner Karriere als Radrennfahrer begann er in der Werkstatt und im Fahrradladen seines Vaters in Faenza zu arbeiten, wo er noch bis in die frühen 80er Jahre Fahrräder baute.